# 驚奇玩起來 AmazingTalker Show
驚奇玩起來 AmazingTalker Show是線上英語教學平台「AmazingTalker」在臺灣所創辦的Youtube談話型頻道，主持人有Sandra、Eko、七分編與阿諾。AmazingTalker Show自詡為「英語界的康熙來了」，每一集都會邀請名人來到節目進行訪談。

## 主持人
- Sandra
- Eko
- 七分編
- 阿諾